# Wilhelm Lehmann
Wilhelm Otto Waldemar Lehmann (født 7. juli 1817 i København, død 10. september 1894 i Espergærde) var en dansk officer, bror til Orla og Heinrich Lehmann.

## Uddannelse
Han var søn af konferensråd Martin Lehmann. Han udnævntes til landkadet i 1833 og året efter til sekondløjtnant à la suite ved Oldenborgske Infanteriregiment med anciennitet af 1. februar 1834; 1835 afgik han fra Landkadetkorpset og trådte i nummer ved regimentet. 1838-40 og 1842-44 var han elev på Den kongelige militære Højskole; 1839 forfremmedes han til premierløjtnant af infanteriet, og fra 1840-42 gjorde han tjeneste ved førnævnte regiment.

## Karriere som telegrafpionér
Ved afgangen fra Højskolen i 1844 forsattes han til Ingeniørkorpset som premierløjtnant og var fra 1844-48 ansat ved fæstnings- og bygningstjenesten i København, 1845-69 bestyrer af de militære bygningsarbejder på Bornholm og 1845-55 tillige af arbejderne i Frederiksværk og Næstved. Samtidig fungerede han i 1847-48 som adjudant ved Ingeniørkorpset og i 1848 som adjudant hos krigsminister A.F. Tscherning. I slutningen af 1848 overgik han til ingeniørdetachementet på Als, og i foråret 1849 forestod han anlægget af optiske telegraflinjer fra Sønderborg til Nyborg og Fredericia, som sattes i forbindelse ved den bestående bælttelegraf. Samme år erholdt han først kaptajns karakter og udnævntes senere til kaptajn af 2. klasse; i krigsperioden gjorde han tjeneste ved feltingeniørdetachementet og deltog i Fredericias forsvar. Fra 1849-56 var han ansat ved Kongerigets Vejtjeneste, men var samtidig 1850-51 direktør for de militære telegrafer; 1850 udnævntes han til kaptajn af 1. klasse. Det overdroges i 1852 Ingeniørkorpset at udføre det første elektromagnetiske telegrafanlæg her i landet, nemlig linjen Helsingør-Hamborg; arbejdet,
som forestodes af Lehmann, åbnedes 1. februar 1854 og afleveredes samme år til Finansministeriet. 1856-63 gjorde han tjeneste ved Københavns fortifikation og deltog samtidig i det politiske liv som medlem af Rigsrådet for 2. kreds 1857-63. I 1858 indtrådte han i en kommission, som blev nedsat for at foreslå anskaffelsen af felttelegrafmateriel, og han forestod tilvejebringelsen af det første materiel, som i 1863 sendtes til Dannevirkestillingen. Lehmann har således haft en meget væsentlig andel i grundlæggelsen af det danske telegrafvæsen, såvel det civile som det militære.
Fra 1860 til Den kongelige militære Højskoles nedlæggelse i 1868 fungerede han som lærer i tysk ved samme, og han indtrådte 1861 i en kommission, som blev nedsat med det formål at udarbejde forslag til, hvad der skulle træde i stedet for det ophævede Landkadetakademi som uddannelsesapparat for linjeofficerer af infanteriet og kavaleriet. I krigen 1864 gjorde han tjeneste ved den aktive armés ingeniørkommando, og efter krigen ansattes han på ny ved Københavns fortifikation, efter Hærloven af 1867 kaldet 1. Ingeniørdirektion, hvor han forblev, indtil han 1. oktober 1869 erholdt afsked med obersts karakter. I 1870 udnævntes han til oberst af forstærkningen og blev chef for Københavns Væbnings 1. Bataljon; 8. september 1876 tog han afsked af krigstjenesten. Fra 1870-82 var han borgerrepræsentant i København, i hvilken tillidspost han udfoldede den samme iver og interesse for sin gerning som ved de øvrige ham betroede hverv. Lehmann blev Ridder af Dannebrog 1851 og Dannebrogsmand 1856. Han døde 10. september 1894.
Lehmann optrådte hyppigt som forfatter, især på telegrafvæsenets område, og har således navnlig forfattet adskillige artikler i blade, tidsskrifter m.m.
Han ægtede 21. juli 1857 Adelaide Marie Antonie David (29. oktober 1832 i København – 30. januar 1932), datter af konferensråd Christian Georg Nathan David. Hans efterlevende hustru blev altså 99 år gammel.